# Cristianisme proto-ortodox
El cristianisme proto-ortodox és un terme encunyat pel teòleg Bart Ehrman. Ehrman el descriu com una de les moltes sectes que van seguir els ensenyaments de Jesús, quan encara no havia arribat a ser la forma dominant del cristianisme modern que es practica en l'actualitat. El sobrenom de cristians proto-ortodoxos reconeix que es va desenvolupar una secta determinada, la qual va incorporar idees dels judeocristians adopcionista, els marcionites i els gnòstics. També es reconeix a aquest com un grup que:
«Va sufocar els seus opositors, va proclamar que els seus punts de vista havien estat sempre la posició majoritària i que els seus rivals van ser i sempre havien estat, "heretges", que voluntàriament van escollir rebutjar la "veritable fe"».